# Mengeš
Mengeš (Duits: Mannsburg) is een gemeente in de Sloveense regio Ljubljana en telt 6662 inwoners (2002).
De plaats werd voor het eerst in 1154 vermeld.
Borovnica · Brezovica · Dobrepolje · Dobrova-Polhov Gradec · Dol pri Ljubljani · Domžale · Grosuplje · Horjul · Ig · Ivančna Gorica · Kamnik · Komenda · Litija · Ljubljana · Log-Dragomer · Logatec · Lukovica · Medvode · Mengeš · Moravče · Škofljica · Šmartno pri Litiji · Trzin · Velike Lašče · Vodice · Vrhnika